# Scotopteryx octodurensis
Scotopteryx octodurensis är en fjärilsart som beskrevs av Jules Favre 1903. Scotopteryx octodurensis ingår i släktet backmätare, och familjen mätare. Inga underarter finns listade.